# Aeroportul Malelane
Aeroportul Malelane (IATA: LLE, ICAO: FAMN) este un aeroport din Nkomazi Local Municipality⁠(d), Ehlanzeni District Municipality⁠(d), Provincia Mpumalanga, Africa de Sud.
Situat la o altitudine de 351 m, aeroportul dispune de o singură pistă.